# Nấm Thái dương
Nấm Thái dương (danh pháp hai phần: Agaricus brasiliensis) là loài nấm có nguồn gốc ở Brazil, là một trong những loài nấm ăn ngon và có giá trị dược tính rất quý. Nấm có màu nâu hồng ở mũ, cuống trắng, đường kính mũ khi còn búp là 3–4 cm, khi nở có thể đến 8 cm, có vòng bao. Cuống nấm có đường kính 1 cm, cao 6–7 cm.
Ngoài bằng chứng Agaricus subrufescens có thể tăng điều tiết hệ thống miễn dịch, nghiên cứu bổ sung cho thấy nấm có tác dụng lên cholesterol, inhibiting pathogenic factors, and inhibiting angiogenesis.
Nghiên cứu lâm sàng hạn và động vật hạn chế cho thấy tiêu thụ Agaricus subrufescens có thể làm giảm mức độ glucose trong máu và cải thiện kháng insulin.